# NHL (serie)

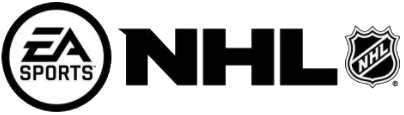
logo della serie

NHL è una serie di videogiochi di simulazione dell'hockey su ghiaccio sviluppata da EA Canada e prodotta annualmente dalla Electronic Arts con il marchio EA Sports. La serie viene pubblicata sotto le licenze della National Hockey League e della National Hockey League Players Association.

## Videogiochi della serie
| Titolo           | Anno | Piattaforme                                                      | Atleti in copertina (versione internazionale)                                                         | Atleti in copertina (altre versioni) |
| ---------------- | ---- | ---------------------------------------------------------------- | --- | --- |
| NHL Hockey       | 1991 | Mega Drive                                                       | Kelly Hrudey (Los Angeles Kings)                                                                      | |
| NHLPA Hockey '93 | 1992 | Mega Drive, SNES                                                 | Rod Brind'Amour (Philadelphia Flyers) Mike Richter (New York Rangers) Randy Moller (New York Rangers) | |
| NHL '94          | 1993 | DOS, Mega CD, Mega Drive, SNES                                   | Tomas Sandström (Los Angeles Kings) Andy Moog (Boston Bruins)                                         | |
| NHL 95           | 1994 | DOS, Game Boy, Game Gear, Mega Drive, SNES                       | Aleksej Kovalëv (New York Rangers) Kirk McLean (Vancouver Canucks)                                    | |
| NHL 96           | 1995 | DOS, Game Boy, Mega Drive, SNES                                  | Scott Stevens (New Jersey Devils) Steve Yzerman (Detroit Red Wings)                                   | |
| NHL 97           | 1996 | PlayStation, Saturn, Mega Drive, SNES, Windows                   | John Vanbiesbrouck (Florida Panthers)                                                                 | |
| NHL 98           | 1997 | PlayStation, Saturn, Mega Drive, SNES, Windows                   | Peter Forsberg (Colorado Avalanche)                                                                   | |
| NHL 99           | 1998 | Nintendo 64, PlayStation, Windows                                | Eric Lindros (Philadelphia Flyers)                                                                    | |
| NHL 2000         | 1999 | Game Boy Color, PlayStation, Windows                             | Chris Pronger (St. Louis Blues)                                                                       | Europa: Markus Näslund (Vancouver Canucks) |
| NHL 2001         | 2000 | PlayStation, PlayStation 2, Windows                              | Owen Nolan (San Jose Sharks)                                                                          | Europa: Jere Lehtinen (Dallas Stars) |
| NHL 2002         | 2001 | Game Boy Advance, PlayStation 2, Windows, Xbox                   | Mario Lemieux (Pittsburgh Penguins)                                                                   | |
| NHL 2003         | 2002 | GameCube, PlayStation 2, Windows, Xbox                           | Jarome Iginla (Calgary Flames)                                                                        | |
| NHL 2004         | 2003 | GameCube, PlayStation 2, Windows, Xbox                           | Dany Heatley (Atlanta Thrashers) Joe Sakic (Colorado Avalanche)                                       | |
| NHL 2005         | 2004 | GameCube, PlayStation 2, Windows, Xbox                           | Markus Näslund (Vancouver Canucks)                                                                    | Europa: Olli Jokinen (Florida Panthers) |
| NHL 06           | 2005 | GameCube, PlayStation 2, Windows, Xbox                           | Vincent Lecavalier (Tampa Bay Lightning)                                                              | Europa: Tuomo Ruutu (Chicago Blackhawks) |
| NHL 07           | 2006 | PlayStation 2, PSP, Windows, Xbox, Xbox 360                      | Aleksandr Ovečkin (Washington Capitals)                                                               | Finlandia: Teemu Selänne (Anaheim Ducks) Svezia: Henrik Lundqvist (New York Rangers)                                                                                           |
| NHL 08           | 2007 | PlayStation 2, PlayStation 3, Windows, Xbox 360                  | Eric Staal (Carolina Hurricanes)                                                                      | Jaromír Jágr (New York Rangers) Finlandia: Teemu Selänne (Anaheim Ducks) Svezia: Henrik Zetterberg (Detroit Red Wings) Svizzera: Mark Streit (Montreal Canadiens)              |
| NHL 09           | 2008 | PlayStation 2, PlayStation 3, Windows, Xbox 360                  | Dion Phaneuf (Calgary Flames)                                                                         | Russia: Aleksandr Ovečkin (Washington Capitals) Svezia: Daniel Alfredsson (Ottawa Senators)                                                                                    |
| NHL 10           | 2009 | PlayStation 3, Xbox 360                                          | Patrick Kane (Chicago Blackhawks)                                                                     | Danimarca: Mikkel Boedker (Phoenix Coyotes) Finlandia: Mikko Koivu (Minnesota Wild) Svezia: Nicklas Bäckström (Washington Capitals) Svizzera: Mark Streit (New York Islanders) |
| NHL 11           | 2010 | PlayStation 3, Xbox 360                                          | Jonathan Toews (Chicago Blackhawks)                                                                   | Svezia: Daniel e Henrik Sedin (Vancouver Canucks) Svizzera: Mark Streit (New York Islanders)                                                                                   |
| NHL 12           | 2011 | PlayStation 3, Xbox 360                                          | Steven Stamkos (Tampa Bay Lightning)                                                                  | Svizzera: Jonas Hiller (Anaheim Ducks) |
| NHL 13           | 2012 | PlayStation 3, Xbox 360                                          | Claude Giroux (Philadelphia Flyers)                                                                   | Svizzera: Roman Josi (Nashville Predators) Québec: P.K. Subban (Canadiens de Montréal)                                                                                         |
| NHL 14           | 2013 | PlayStation 3, Xbox 360                                          | Martin Brodeur (New Jersey Devils)                                                                    | Svizzera: Roman Josi (Nashville Predators) |
| NHL 15           | 2014 | PlayStation 3, PlayStation 4, Xbox 360, Xbox One                 | Patrice Bergeron (Boston Bruins)                                                                      | Svizzera: Nino Niederreiter (Minnesota Wild) |
| NHL 16           | 2015 | PlayStation 4, Xbox One                                          | Jonathan Toews (Chicago Blackhawks)                                                                   | Svizzera: Nino Niederreiter (Minnesota Wild) |
| NHL 17           | 2016 | PlayStation 4, Xbox One                                          | Vladimir Tarasenko (St. Louis Blues)                                                                  | Svizzera: Nino Niederreiter (Minnesota Wild) |
| NHL 18           | 2017 | PlayStation 4, Xbox One                                          | Connor McDavid (Edmonton Oilers)                                                                      | Svizzera: Roman Josi (Nashville Predators) |
| NHL 19           | 2018 | PlayStation 4, Xbox One                                          | P.K. Subban (Nashville Predators)                                                                     | Finlandia: Patrik Laine (Winnipeg Jets) Svezia: William Nylander (Toronto Maple Leafs)                                                                                         |
| NHL 20           | 2019 | PlayStation 4, Xbox One                                          | Auston Matthews (Toronto Maple Leafs)                                                                 | Finlandia: Patrik Laine (Winnipeg Jets) Svezia: Elias Pettersson (Vancouver Canucks)                                                                                           |
| NHL 21           | 2020 | PlayStation 4, Xbox One                                          | Alexander Ovechkin (Washington Capitals)                                                              | – |
| NHL 22           | 2021 | PlayStation 4, Xbox One, PlayStation 5, Xbox Series X e Series S | Auston Matthews (Toronto Maple Leafs)                                                                 | |
| NHL 23           | 2022 | PlayStation 4, Xbox One, PlayStation 5, Xbox Series X e Series S | Trevor Zegras (Anaheim Ducks) e Sarah Nurse (Canada)                                                  | |
| NHL 24           | 2023 | PlayStation 4, Xbox One, PlayStation 5, Xbox Series X e Series S | Cale Makar (Colorado Avalanche)                                                                       | |
| NHL 25           | 2024 | PlayStation 5, Xbox Series X e Series S                          | Quinn Hughes (Vancouver Canucks)                                                                      | Stati Uniti: Jack Hughes (New Jersey Devils) Versione deluxe Luke Hughes (New Jersey Devils) insieme ai suoi fratelli Quinn e Jack.                                            |